# Distictus mexicanus
Distictus mexicanus là một loài tò vò trong họ Ichneumonidae.